# Юдин, Евгений Иванович
Евгений Иванович Юдин (род. 24 сентября 1948 года) — советский боксёр, чемпион и призёр чемпионатов СССР, призёр чемпионата мира, мастер спорта СССР.

## Карьера
Трехкратный чемпион РСФСР (1974, 1975, 1976). Чемпион СССР (1974, Ижевск), серебряный (1973, 1976) и бронзовый (1975) призер чемпионатов СССР.
Бронзовый призер чемпионата мира 1974 года (Куба, Гавана).
В состав сборной на Олимпиаду 1976 года не был включён из-за нарушения режима. После этого в сборную не включался.